# La roccia
La roccia, Op. 7 (in russo Утёс?) è una fantasia per orchestra composta da Sergej Vasil'evič Rachmaninov nel 1893.

## Storia della composizione
(I versi iniziali della poesia Утёс di M. Lermontov, che ispirò Rachmaninov, nella traduzione di Paolo Statuti.)
Rachmaninov compose La roccia nell'estate del 1893, durante un soggiorno in campagna nei dintorni di Charkiv. Il compositore fu ispirato dall'omonima poesia di Michail Lermontov, e dal racconto In viaggio di Anton Čechov, che descrive l'incontro casuale in una locanda solitaria di due viaggiatori: una giovane donna solare ed un uomo di mezz'età oppresso dai suoi fallimenti. La roccia piacque molto a Čajkovskij, che ebbe modo di ascoltarla eseguita al pianoforte da Rachmaninov stesso, durante un incontro in casa di Sergej Taneev. L'opera venne eseguita in pubblico per la prima volta a Mosca il 20 marzo 1894, diretta da Vasilij Safonov, in occasione di un concerto della Società musicale russa.

## Struttura della composizione
La fantasia inizia con un tema suonato da violoncelli e contrabbassi, che rappresenta l'uomo, seguito da una luminosa melodia del flauto, che rappresenta la giovane donna. Il flauto introduce poi un ulteriore motivo che si ripete nel corso dell'opera, che simboleggia i problemi dell'uomo. I vari elementi portano ad un climax, fino a quando la ragazza se ne deve andare, lasciando solo l'uomo.